# Ford Sierra
De Ford Sierra is een middenklasse auto die door Ford in 1982 als opvolger van de populaire Ford Cortina/Ford Taunus werd geïntroduceerd. De Sierra had een zeer opvallende, gestroomlijnde carrosserie en was ontworpen door Uwe Bahnsen, Robert Lutz en Patrick le Quément.

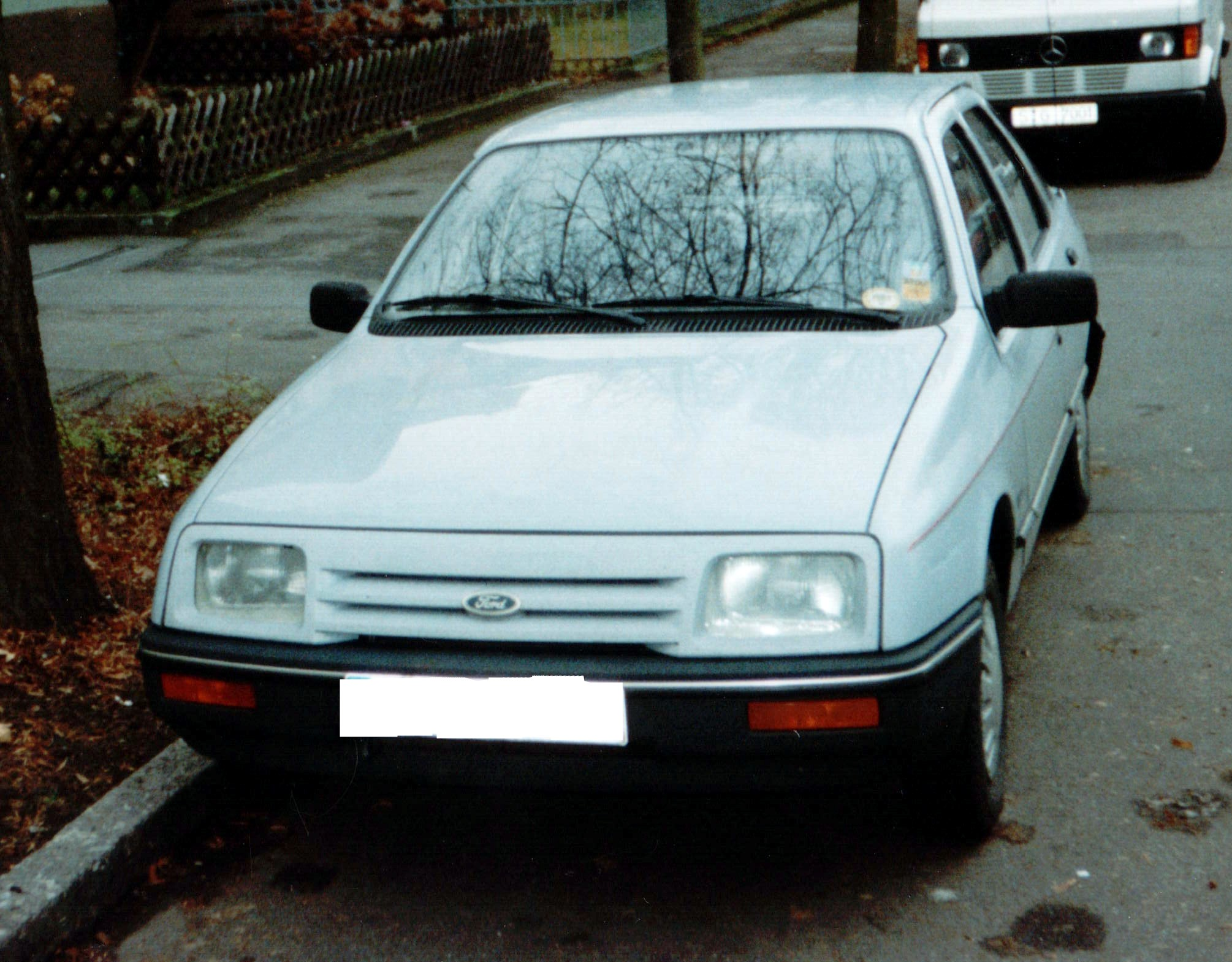
Sierra (1982–1987)

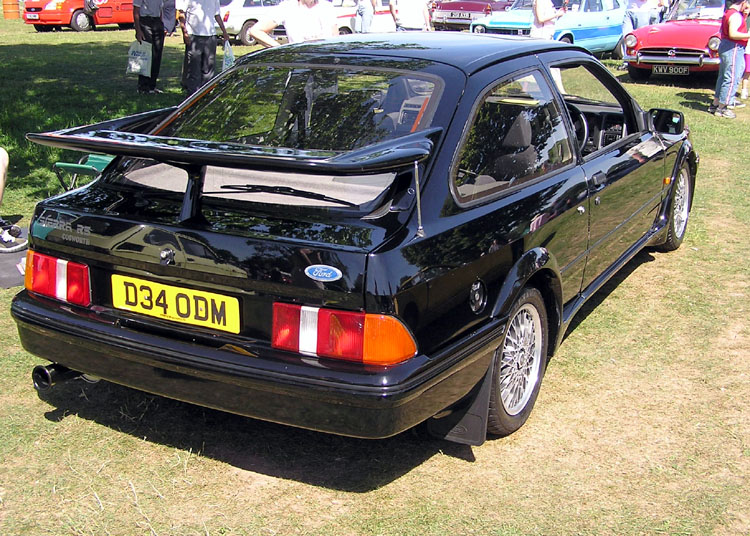
Sierra RS Cosworth (1986–1987)

De Sierra werd gepresenteerd op de Autosalon van Parijs op 21 september 1982. De vormgeving van de auto was afgeleid van de in 1981 getoonde Probe III-conceptcar. De nieuwe Sierra sloeg niet gelijk aan bij het grote publiek. De revolutionaire vormgeving was een groot contrast met de conservatieve Taunus. Technisch was de Sierra minder opzienbarend. De motoren waren een doorontwikkeling van de blokken van de Taunus. Tevens was de auto nog uitgerust met achterwielaandrijving. Volgens Ford was dit echter de enige juiste aandrijving voor een middenklasser. Nieuwe modellen van de concurrentie, zoals de Opel Ascona en de Volkswagen Passat, waren rond die tijd al wel overgestapt op voorwielaandrijving.

## Sierra Mk.1 (1982-1987)
Bij zijn introductie in het najaar van 1982 was de Ford Sierra leverbaar als vijfdeurs hatchback en als vijfdeurs stationcar. Er waren vijf motoren leverbaar, waarvan vier benzine leverbaar en een diesel. De benzinemotoren waren twee viercilinders met een inhoud van 1,3 of 1,6 liter en twee V6'en met een inhoud van 2,0 of 2,3 liter. De diesel was een 2,3 liter viercilinder. De auto was leverbaar in vier uitrustingniveaus, oplopend van het basismodel Custom via de L en de GL naar het topmodel Ghia. De toevoeging Custom werd niet veel gecommuniceerd en stond ook niet vermeld op de auto. Feitelijk was er dus sprake van een naamloos basismodel.
In het voorjaar van 1983 werd er een sportief topmodel geïntroduceerd: de XR4, kort daarna XR4i geheten. Deze Sierra had een driedeurs carrosserie met een opvallend zijprofiel, dankzij een extra zijruit en grijze kunststof panelen aan de onderzijde. De auto was verder voorzien van een grote, dubbele achterspoiler, die op hoge snelheid voor voldoende downforce moest zorgen. De XR4i werd aangedreven door een 2,8 liter grote V6, voorzien van mechanische brandstofinjectie, de Bosch K-Jetronic. Dit motorblok leverde 150 pk.
In 1984 kwam de driedeurs koets ook beschikbaar voor de gewone Sierra-modellen. In tegenstelling tot de XR4i hadden deze auto's echter twee grote zijruiten en was het uiterlijk verder identiek aan de vijfdeurs-varianten. Ook werd er een 2,0 liter viercilinder leverbaar.
1985 betekende het einde van de 1.3, de 2.0 V6 en de 2.3 V6. Daarentegen werd er een nieuwe viercilinder geïntroduceerd met een inhoud van 1,8 liter. Ook kwam er een nieuwe 2,0 liter met elektronische injectie, die alleen als sportieve S leverbaar was. Ook werd er een nieuw model aangeboden, dat vooral gericht was op de leasemarkt: de Laser. Dit werd een populaire uitvoering. Ook werd dit jaar de XR4i uit productie genomen. Daarvoor in de plaats kwam de XR4x4. Deze had een minder sportieve instelling, was standaard voorzien van vierwielaandrijving ontwikkeld door Massey Ferguson en was er zowel als drie- als vijfdeurs. De motor was wel dezelfde 2.8i V6. Er kwam echter een spectaculaire nieuwe sportuitvoering: de RS Cosworth. Deze had de normale driedeurs carrosserie en was voorzien van een enkele, zeer grote achterspoiler. Ook had de auto een aangepaste grille. Onder de kap lag een 2,0 liter grote viercilinder met turbo. De RS Cosworth werd vanaf 1986 geleverd.
Dat jaar werd ook de Sierra Van leverbaar. Dit was de stationwagen, maar dan zonder achterbank en met een laadvloer, die doorliep tot aan de voorstoelen. Deze bedrijfswagen was leverbaar met een beperkt aantal motoren en uitvoeringen.

### Motoren
Benzine
| Type             | Motor     | Motor     | Motor   | Vermogen | Koppel | Jaartal     |
| Type             | Inhoud    | Cilinders | Kleppen | Vermogen | Koppel | Jaartal     |
| ---------------- | --------- | --------- | ------- | -------- | ------ | ----------- |
| 1.3              | 1.294 cm³ | 4-in-lijn | 8v      | 60 pk    | 98 Nm  | 1982 - 1984 |
| 1.6              | 1.593 cm³ | 4-in-lijn | 8v      | 75 pk    | 123 Nm | 1982 - 1987 |
| 1.8              | 1.796 cm³ | 4-in-lijn | 8v      | 90 pk    | 140 Nm | 1984 - 1987 |
| 2.0              | 1.993 cm³ | 4-in-lijn | 8v      | 105 pk   | 157 Nm | 1982 - 1987 |
| 2.0 V6           | 1.999 cm³ | V6        | 12v     | 90 pk    | 125 Nm | 1982 - 1984 |
| 2.0i             | 1.993 cm³ | 4-in-lijn | 8v      | 116 pk   | 160 Nm | 1985 - 1987 |
| 2.3 V6           | 2.294 cm³ | V6        | 12v     | 114 pk   | 176 Nm | 1982 - 1985 |
| 2.8i             | 2.792 cm³ | V6        | 12v     | 150 pk   | 216 Nm | 1983 - 1987 |
| 2.0i RS Cosworth | 1.993 cm³ | 4-in-lijn | 16v     | 204 pk   | 276 Nm | 1985 - 1987 |

Diesel
| Type | Motor     | Motor     | Motor   | Vermogen | Koppel | Jaartal     |
| Type | Inhoud    | Cilinders | Kleppen | Vermogen | Koppel | Jaartal     |
| ---- | --------- | --------- | ------- | -------- | ------ | ----------- |
| 2.3D | 2.304 cm³ | 4-in-lijn | 8v      | 67 pk    | 139 Nm | 1983 - 1987 |

## Sierra Mk.2 (1987-1993)

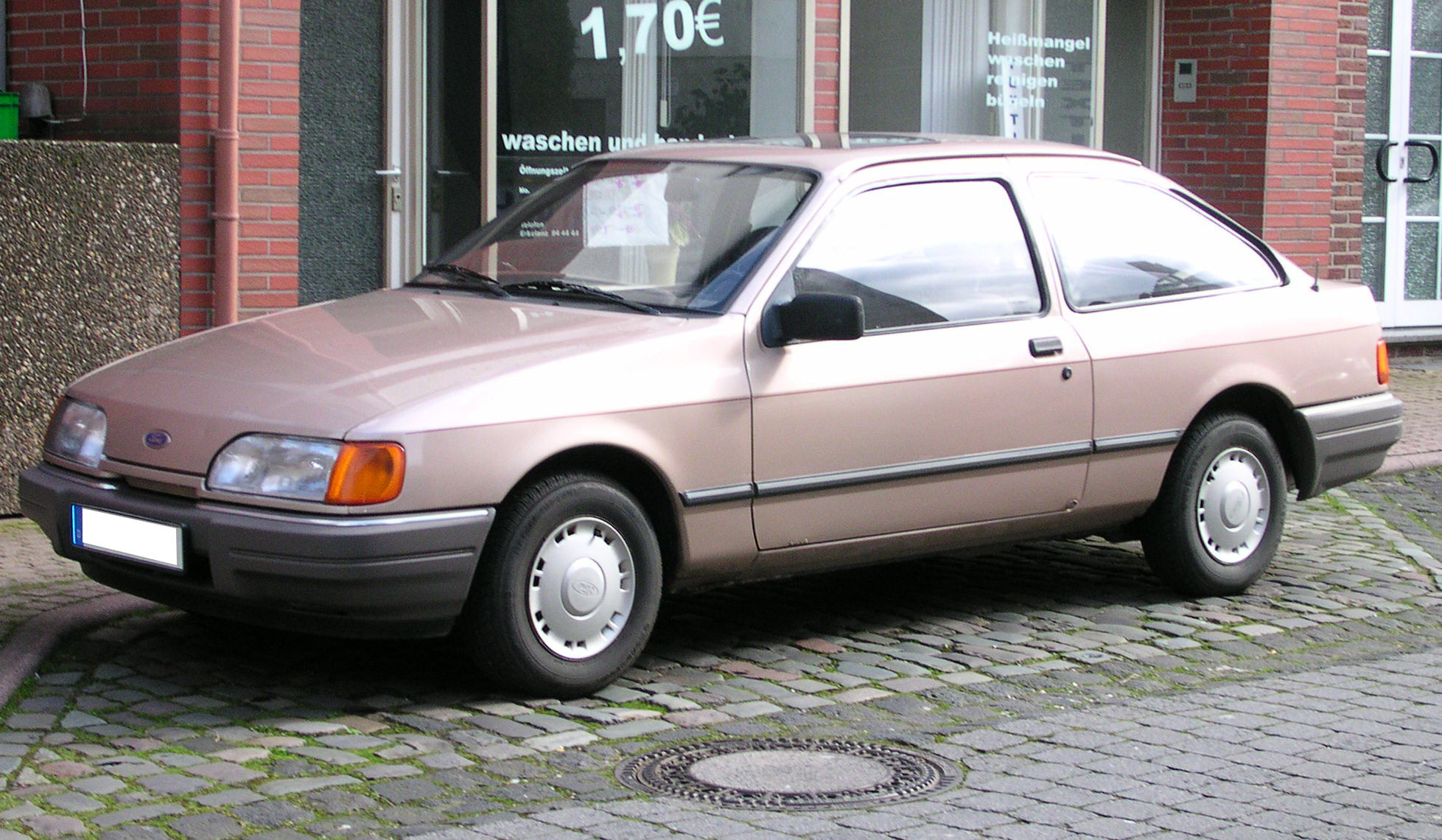
Sierra (1987–1990)

In 1987 werd de Sierra gefacelift. Belangrijker was dat de auto ook leverbaar werd als vierdeurs sedan, iets waar de markt om vroeg en wat de meeste concurrenten al lang konden leveren. De carrosserieën van de Mk.1 bleven leverbaar, maar dan met grondig gewijzigde voor- en achterkant. Alleen de RS Cosworth werd beëindigd en de stationwagon behield zijn oude achterzijde, op enkele details na. De basisuitvoering heette vanaf die tijd C en de L werd CL. In de loop van 1988 kwam er een speciaal model, genaamd Special. Tevens werd de bestaande 2 litermotor in 1988 vervangen door een nieuwe 2 liter benzinemotor met dubbele nokkenassen. Het vermogen van deze DOHC motor betrof 120 pk. Er kwam een nieuwe Cosworth-uitvoering, nu echter als vierdeurs sedan.
Eind 1989 werd eindelijk de ouderwetse 2,3 liter diesel vervangen door een moderne motor met turbo. Dit blok van 1,8 liter leverde 75 pk en maakte de auto direct competitief in het zakelijke segment. Tegelijkertijd werden er enkele wijzigingen doorgevoerd aan alle Sierra's. De knipperlichten waren uitgevoerd in doorzichtig glas en de achterlichtunits werden uitgevoerd in rookglas. Ook kwam er een nieuwe uitvoering op de markt: de Azur. Verder werd de Cosworth vervangen door een model met vierwielaandrijving.
In 1991 volgde de laatste opfrisbeurt. De auto kreeg een meer afgerond dashboard en de bumpers waren nu standaard in carrosseriekleur uitgevoerd. De Cosworth was niet meer leverbaar. Wel kwamen er nieuwe uitvoeringen op de markt om de auto onder de aandacht te houden tijdens zijn laatste levensfase. De Solar was een aangekleed basismodel en er was een luxere 2.0i GT (Leverbaar als 3-deurs, 4-deurs, 5-deurs en als stationwagon).

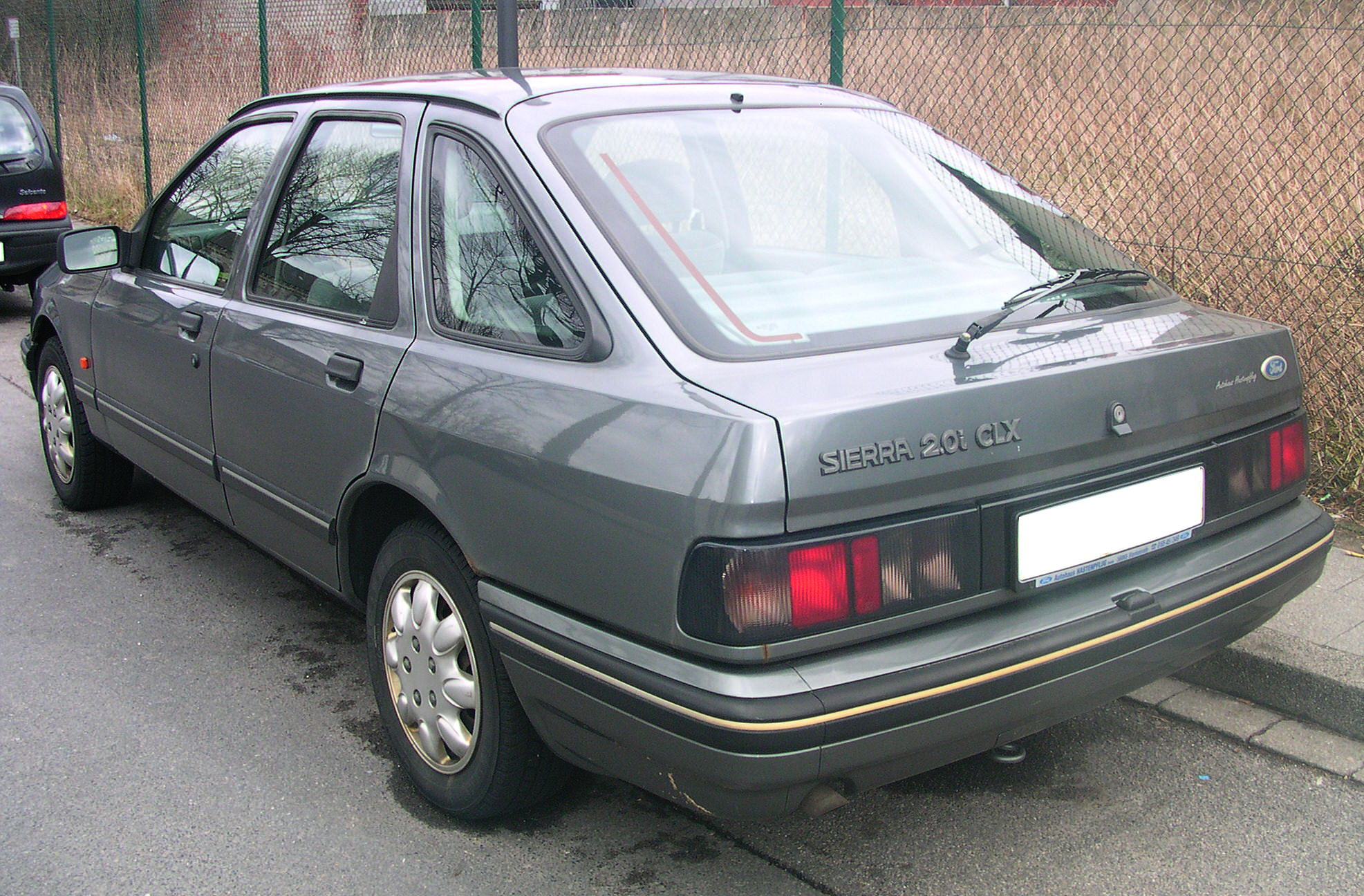
Sierra (1991)

### Motoren
Benzine
| Type              | Motor     | Motor     | Motor   | Vermogen | Koppel | Jaartal     |
| Type              | Inhoud    | Cilinders | Kleppen | Vermogen | Koppel | Jaartal     |
| ----------------- | --------- | --------- | ------- | -------- | ------ | ----------- |
| 1.6               | 1.593 cm³ | 4-in-lijn | 8v      | 75 pk    | 123 Nm | 1987 - 1989 |
| 1.6               | 1.597 cm³ | 4-in-lijn | 8v      | 71 pk    | 119 Nm | 1990 - 1991 |
| 1.6i              | 1.597 cm³ | 4-in-lijn | 8v      | 80 pk    | 119 Nm | 1990 - 1993 |
| 1.8               | 1.796 cm³ | 4-in-lijn | 8v      | 90 pk    | 140 Nm | 1987 - 1989 |
| 2.0               | 1.993 cm³ | 4-in-lijn | 8v      | 105 pk   | 157 Nm | 1987 - 1989 |
| 2.0               | 1.998 cm³ | 4-in-lijn | 8v      | 105 pk   | 166 Nm | 1990 - 1992 |
| 2.0i              | 1.993 cm³ | 4-in-lijn | 8v      | 101 pk   | 148 Nm | 1987 - 1989 |
| 2.0i              | 1.998 cm³ | 4-in-lijn | 8v      | 120 pk   | 171 Nm | 1989 - 1993 |
| 2.8i XR4i/XR4X4   | 2.792 cm³ | V6        | 12v     | 150 pk   | 216 Nm | 1987 - 1989 |
| 2.9i XR4i/XR4X4   | 2.792 cm³ | V6        | 12v     | 146 pk   | 229 Nm | 1989 - 1991 |
| 2.0i RS Cosworth  | 1.993 cm³ | 4-in-lijn | 16v     | 204 pk   | 276 Nm | 1988 - 1990 |
| 2.0i Cosworth 4x4 | 1.993 cm³ | 4-in-lijn | 16v     | 220 pk   | 290 Nm | 1990 - 1993 |

Diesel
| Type  | Motor     | Motor     | Motor   | Vermogen | Koppel | Jaartal     |
| Type  | Inhoud    | Cilinders | Kleppen | Vermogen | Koppel | Jaartal     |
| ----- | --------- | --------- | ------- | -------- | ------ | ----------- |
| 2.3D  | 2.304 cm³ | 4-in-lijn | 8v      | 67 pk    | 139 Nm | 1987 - 1990 |
| 1.8TD | 1.853 cm³ | 4-in-lijn | 8v      | 75 pk    | 152 Nm | 1990 - 1993 |

## Opvolger
In 1993 introduceerde Ford de opvolger van de Sierra: de Mondeo. In totaal zijn er zo'n 2.700.500 Sierra's geproduceerd. Vandaag de dag is de Sierra nog in geringe aantallen op de weg te zien. Het zijn voornamelijk de modellen vanaf 1990. De eerste generatie Sierra is inmiddels zeldzaam aan het worden.

## Trivia
De politie in de films en tv-serie van Flodder rijden in een witte Ford Sierra Mk.1 met politie-belettering.
In de Verenigde Staten was de Merkur XR4Ti leverbaar van 1985 tot en met 1989. Dit was een van de XR4i afgeleide auto voorzien van een 2,3 liter grote viercilinder met turbo. Merkur was een nieuw submerk van Ford voor uitsluitend de Amerikaanse markt, maar het merk flopte. Behalve de XR4Ti leverde Merkur ook de Scorpio sedan.
De Sierra was ook leverbaar in Zuid-Afrika. Daar was een bepaalde raceklasse waaraan de auto mee ging doen en voor de homologatie werd er ook een straatversie leverbaar. Dit werd de XR8, voorzien van de 5,0 liter V8 uit de Mustang. De XR8 had een vijfdeurs koets met de dubbele achterspoiler van de XR4i. In 1985 werden er 250 gebouwd, allemaal in het wit.
De Cosworth versies waren ook succesvol in de rallysport. In Nederland reden van 1988 t/m 1993 o.a. Chiel Bos, Erwin Doctor, Jan van der Marel, de Brit Marc Lovell, de Fin Juha Mitinen, de Duitser Dieter Depping en de Belg Patrick Snijers het Nederlands Rally Kampioenschap.